# Michael K. Williams
Michael Kenneth Williams (22. listopadu 1966 Brooklyn – 6. září 2021 Brooklyn) byl americký herec. Pocházel z rodiny afroamerického otce a bahamské matky. V letech 2010 až 2014 hrál postavu Albert Chalkyho Whita v seriálu Impérium – Mafie v Atlantic City. Dále hrál například v seriálech The Wire – Špína Baltimoru, Jedna noc a dalších. Rovněž hrál v několika desítkách filmů, například Gone, Baby, Gone (2007), 12 let v řetězech (2013) a Čas beznaděje (2014). Rovněž měl vlastní pořad Black Market with Michael K. Williams.